# Пердукка, Фелисиано
Фелисиано Анхель Пердукка (исп. Feliciano Ángel Perducca; 9 июня 1901, Буэнос-Айрес — 22 августа 1976) — аргентинский футболист, нападающий.

## Биография
Футбольную карьеру начинал в клубе «Темперлей», дебютировал за команду 22 апреля 1923 года в матче против «Платенсе», завершившемся победой «Темперлея» со счётом 3:2. В 1924 году с командой занял второе место в Чемпионате Аргентины, уступив первое место «Бока Хуниорсу». Позже выступал за команды «Бока Алумни», «Расинг Клуб» и «Тальерес». В 1932 году вновь вернулся в «Темперлей».
Провёл пять матчей в составе национальной сборной Аргентины. В 1925 и 1926 году принимал участие в Кубке Чевальера Боутеля. В октябре 1926 года со сборной участвовал на Кубке Южной Америки. В 1928 году в составе сборной стал серебряным призёром Олимпийских игр в Амстердаме. На турнире отыграл всего одну игру.

## Международная статистика
| Матчи Фелисиано Пердукки за сборную Аргентины | Матчи Фелисиано Пердукки за сборную Аргентины | Матчи Фелисиано Пердукки за сборную Аргентины | Матчи Фелисиано Пердукки за сборную Аргентины | Матчи Фелисиано Пердукки за сборную Аргентины | Матчи Фелисиано Пердукки за сборную Аргентины | Матчи Фелисиано Пердукки за сборную Аргентины |
| --------------------------------------------- | --------------------------------------------- | --------------------------------------------- | --------------------------------------------- | --------------------------------------------- | --------------------------------------------- | --------------------------------------------- |
| №                                             | Дата                                          | Место проведения                              | Оппонент                                      | Счёт                                          | Проп. голы                                    | Турнир                                        |
| 1                                             | 9 июля 1925                                   | Буэнос-Айрес                                  | Парагвай                                      | 1:1                                           | —                                             | Кубок Шевалье Бутеля                          |
| 2                                             | 29 мая 1926                                   | Буэнос-Айрес                                  | Парагвай                                      | 2:1                                           | —                                             | Кубок Шевалье Бутеля                          |
| 3                                             | 3 июня 1926                                   | Буэнос-Айрес                                  | Парагвай                                      | 2:1                                           | —                                             | Кубок Шевалье Бутеля                          |
| 4                                             | 31 октября 1926                               | Сантьяго                                      | Чили                                          | 1:1                                           | —                                             | Чемпионат Южной Америки                       |
| 5                                             | 13 июня 1928                                  | Амстердам                                     | Уругвай                                       | 2:1                                           | —                                             | Олимпиада                                     |